# 야우치촌
야우치촌(屋裏村)은 일본 시마네현 오하라군에 있던 촌이다. 현재의 운난시의 일부에 해당한다.

## 역사
- 1889년 4월 1일 - 정촌제 시행에 의해 오하라군 야우치촌이 성립하였다.
- 1934년 5월 1일 - 가모정, 간바라촌과 합병해 새로운 가모정이 성립하여 폐지되었다.

## 교통

### 도로
- 국도 제54호선

## 참고문헌
- 角川日本地名大辞典 32 島根県
- 『市町村名変遷辞典』東京堂出版、1990年。